# Dene O'Kane
Dene O'Kane, född 24 februari 1963 i Christchurch, Nya Zeeland, död 14 maj 2024 på Waiheke Island nära Auckland, var en nyzeeländsk professionell snookerspelare.

## Karriär
O'Kane är den mest framgångsrika snookerspelaren någonsin från Nya Zeeland. Han blev proffs 1984 och gick under denna första säsong till kvartsfinal i British Open. Därefter fick han vänta till 1987 på nästa större framgång, då han gick till kvartsfinal i VM efter att ha slagit Cliff Thorburn och Doug Mountjoy.
Han skulle aldrig komma att vinna någon rankingtitel i karriären, men spelade tillräckligt konsistent för att behålla en plats bland topp-32 på världsrankingen under sammanlagt nio säsonger, han lyckades dock aldrig ta sig in bland topp-16, som bäst var han rankad 18:e. Sin största framgång i en rankingturnering nådde O'Kane i Hong Kong Open 1989, då han gick till final, där han föll mot Mike Hallett. Samma år var han också i final i lagtävlingen World Cup, med sitt lag Resten av världen, där även sydafrikanen Silvino Francisco och maltesen Tony Drago ingick.
Efter 1996 började O'Kane dala på rankingen, och åkte ur snookerns Main Tour. Han spelade en del amatörtävlingar, och vann bland annat Oceaniska mästerskapen 2005 och 2006. Tack vare detta fick han en plats på Main Touren säsongen 2006/2007, men han åkte ur direkt. 2011 deltar han i Senior-VM i snooker.